# Молодоземельний креаціонізм
Молодоземельний креаціонізм (англ. Young Earth creationism) – релігійний погляд, підвид креаціонізму, згідно з яким Всесвіт, Землю й усі біологічні види на Землі було створено прямим актом Бога менше ніж 10 тис. років тому.
Прибічниками цього погляду здебільшого є християни, які дотримуються буквалістського тлумачення опису створення світу, наведеного у біблійній  книзі Буття, і вірять, що Бог створив Землю за шість 24-годинних діб. На противагу молодоземельному креаціонізму староземельний креаціонізм вірить у метафоричне значення історії створення світу за книгою Буття та визнає науково визначену оцінку віку Землі та Всесвіту (відповідно 4,5 млрд. і 13,8 млрд. років).

## Історія

### Біблійне датування віку Землі
Перший загальний нарис Буття було написано Ягвістом наприкінці 7-го або початку 6-го ст. до н. е., коли ізраїльський народ перебував у Вавилонському полоні.
Креаціоністи-молодоземельці стверджували, що найраніші корені їхніх поглядів залягають у давньому юдаїзмі, посилаючись, зокрема, на коментар до книги Буття авторства ібн Езри. Шай Черрі з Університету Вандербілта зазначає, що сучасні юдейські теологи переважно відкинули такі буквалістські інтерпретації писаного тексту і що навіть ті юдейські коментатори, які чинять опір деяким аспектам науки, загалом приймають позицію, що Земля значно старіша.
Підрахунки, засновані на Септуагінті, традиційно датували створення приблизно 5500 роком до н. е., тоді як якщо брати за основу Самаритянську Тору, можна отримати дату 4300 р. до н.е., а якщо брати за основу Масоретський текст, виходить 4000 р. до н. е. Багато з перших християн, які користувалися Септуагінтою, підраховували дату створення, близьку до 5500 р. до н. е., і християни до Середньовіччя продовжували використовувати цю приблизну оцінку: Климент Александрійський (5592 BC), Секст Юлій Африкан (5501 р. до н. е.), Євсевій (5228 р. до н. е.), Ієронім (5199 р. до н. е.) Іполіт Римський (5500 р. до н. е.), Теофіл Антіохійський (5529 р. до н. е.), Сульпіцій Север (5469 р. до н. е.), Ісидор Севільський (5336 р. до н. е.), Панодор Александрійський (5493 р. до н. е.), Максим Сповідник (5493 р. до н. е.), Георгій Сінкелл (5492 р. до н. е.) і Григорій Турський (5500 р. до н. е.).

### Наукова революція та стара Земля
Підтримка ідеї того, що вік Землі обчислюється тисячами[чого?], послабшав серед науковців і філософів починаючи з 18 століття, з розвитком доби Просвітництва, науковою революцією і новими науковими відкриттями. Зокрема, відкриття у геології вимагали такої Землі, яка значно старіша за тисячі років, і пропозиції на кшталт нептунізму Авраама Готтлоба Вернера намагалися вписати те, що стало зрозумілим з геологічних досліджень, у зв'язний опис історії Землі.

### Християнський фундаменталізм і віра у молоду Землю
Зростання християнського фундаменталізму на початку 20-го століття заново розбудило цікавість до пропозицій, що вік Землі обраховується тисячами років, в рамках руху відкидання еволюції.